# Stelis caroliae
Stelis caroliae är en orkidéart som beskrevs av Carlyle August Luer. Stelis caroliae ingår i släktet Stelis och familjen orkidéer. Inga underarter finns listade i Catalogue of Life.